# دمادا-اویا
دمادا-اویا (به لاتین: Demada-oya) یک منطقهٔ مسکونی در سری‌لانکا است که در استان مرکزی (سری‌لانکا) واقع شده‌است.